# Bjørnafjordens kommun
Bjørnafjordens kommun (norska: Bjørnafjorden kommune) är en kommun i landskapet Midthordland i Vestland fylke i västra Norge. Kommunens centralort är tätorten Osøyro.

## Administrativ historik
Bjørnafjordens kommun bildades den 1 januari 2020 genom hopslagning av Os kommun och Fusa kommun och har fått sitt namn av den fjord, Bjørnafjorden, som den gränsar till.

### Vapen för tidigare kommuner inom den nuvarande kommunen

Fusa kommun (1991–2019)
Os kommun (1949–2019)

## Tätorter
I Bjørnafjordens kommun finns fem tätorter:
- Eikelandsosen
- Osøyro (centralort)
- Søfteland (Syfteland)
- Søre Øyane
- Søvik (del av)

## Socknar
Inom Norska kyrkan är Bjørnafjordens kommun indelad i två socknar:
- Fusa socken
- Os socken

Socknarna ingår i Fana prosteri i Bjørgvins stift.